# 533 Sara
533 Sara је астероид главног астероидног појаса са пречником од приближно 31,08 km.
Афел астероида је на удаљености од 3,112 астрономских јединица (АЈ) од Сунца, а перихел на 2,843 АЈ.
Ексцентрицитет орбите износи 0,045, инклинација (нагиб) орбите у односу на раван еклиптике 6,557 степени, а орбитални период износи 1876,867 дана (5,138 година).
Апсолутна магнитуда астероида је 9,67 а геометријски албедо 0,247.
Астероид је откривен 19. априла 1904. године.